# Karl W. Flessa
Karl Walter Flessa (* 3. August 1946 in  Nürnberg) ist ein deutschamerikanischer Geologe, Zoologe und Paläontologe.
Flessa studierte Geologie am Lafayette College in Easton (Pennsylvania)  mit dem Bachelor-Abschluss 1968 und wurde 1973 an der Brown University in Geologie promoviert. 1972 wurde er Assistant Professor an der State University of New York at Stony Brook und ab 1977 Assistant Professor, 1981 Associate Professor und 1987 Professor für Geowissenschaften und ab 1997 Professor für Ökologie und Evolutionsbiologie an der University of Arizona.
Er befasst sich mit Ökologie und Naturschutzbiologie des Colorado River Deltas, Biogeographie rezenter Muscheln, Taphonomie und Paläoökologie von Wirbellosen des Pleistozän bis zur Gegenwart im Golf von Kalifornien.
1988 bis 1991 war er Research Associate der Smithsonian Institution. 1983/84 war er mit einem Humboldt-Forschungspreis in Tübingen und danach in Birmingham.
1998 war er Präsident der Paleontological Society. 2018 wurde Flessa zum Fellow der American Association for the Advancement of Science ernannt.
Er ist seit 1950 US-Staatsbürger.

## Schriften (Auswahl)
- mit F. T. Fürsich (Herausgeber): Ecology, taphonomy, and paleoecology of Recent and Pleistocene molluscan fauna of Bahia la Choya, northern Gulf of California. Zitteliana, Band 18, 1991, S. 1–180 (darin mit Fürsich, Aberhan, Feige, Schödelbauer: Sedimentary habitats and molluscan faunas of Bahia la Choya (Gulf of California, Sonora, Mexico), 5-51).
- Herausgeber: Paleoecology and taphonomy of Recent to Pleistocene intertidal deposits, Gulf of California. Paleontological Society Special Publication 2, 1987
- Conservation paleobiology, American Paleontologist, Band 10, 2002, S. 2–5
- mit E. P. Glenn u. a.: Ecology and conservation biology of the Colorado River delta, Mexico, Journal of Arid Environments, Band 49, 2001, S. 5–15.
- Time-averaging, in: D. Briggs, P. Crowther, Paleobiology II, Blackwells 2001, 292-296
- Well-traveled cockles: Shell transport during the Holocene transgression of the southern North Sea,  Geology 26, 1998, S. 187–190.
- mit S. M. Kidwell: The quality of the fossil record: Populations, species, and communities,  Annual Reviews of Ecology and Systematics 26, 1995, S. 269–299
- Extinction, McGraw Hill Encyclopedia of Science and Technology 1991
- mit David Jablonski, James Valentine: Biogeography and paleobiology, Paleobiology, Band 11, 1985, S. 75–90.